# كونستنت ريمي
كونستنت ريمي (بالفرنسية: Constant Rémy)‏ هو ممثل فرنسي، ولد في 20 مايو 1882 في الدائرة الخامسة عشرة في باريس في فرنسا، وتوفي في 16 أغسطس 1957 في كان في فرنسا.

## وصلات خارجية
- كونستنت ريمي على موقع IMDb (الإنجليزية)
- كونستنت ريمي على موقع ألو سيني (الفرنسية)
- كونستنت ريمي على موقع أول موفي (الإنجليزية)
- كونستنت ريمي على موقع قاعدة بيانات الأفلام السويدية (السويدية)
- كونستنت ريمي على موقع قاعدة بيانات الفيلم (الإنجليزية)
- كونستنت ريمي على موقع كينوبويسك (الروسية)